# Christiane Wartenberg
Christiane Wartenberg, all'anagrafe Christiane Stoll (Prenzlau, 27 ottobre 1956), è una mezzofondista tedesca orientale.
Nel 1976 prese parte ai Giochi olimpici di Montréal raggiungendo la semifinale dei 1500 metri piani. Nel 1978 fu medaglia d'argento ai campionati europei di atletica leggera indoor di Milano, mentre ai Giochi olimpici di Mosca del 1980 fu nuovamente medaglia d'argento nei 1500 metri piani con il tempo di 3'57"71, sua miglior prestazione personale.

## Palmarès
| Anno | Manifestazione  | Sede     | Evento           | Risultato  | Prestazione | Note                          |
| ---- | --------------- | -------- | ---------------- | ---------- | ----------- | ----------------------------- |
| 1976 | Giochi olimpici | Montréal | 1500 metri piani | Semifinale | 4'08"28     |                               |
| 1978 | Europei indoor  | Milano   | 1500 metri piani | 5ª         | 4'14"1      |                               |
| 1980 | Giochi olimpici | Mosca    | 1500 metri piani | Argento    | 3'57"71     | Miglior prestazione personale |

## Altre competizioni internazionali
1979
- Coppa Europa di atletica leggera ( Torino)

1983
- Coppa Europa di atletica leggera ( Londra)